# Dow Grobermann
Dow Grobermann (he. דב גרוברמן; ur. 5 kwietnia 1965) – izraelski zapaśnik walczący w stylu klasycznym. Olimpijczyk z Seulu 1988, gdzie odpadł w eliminacjach w kategorii 48 kg. Dwukrotny uczestnik mistrzostw świata; dwunasty w 1991 i trzynasty w 1987. Zdobył srebrny i brązowy medal na MŚ juniorów w 1980 roku.

## Turniej wSeulu 1988
| Konkurencja             | Walki        | Walki                | Walki                            | Klas. końcowa         |
| Konkurencja             | Przeciwnik I | Przeciwnik II        | Przeciwnik III                   |                       |
| ----------------------- | ------------ | -------------------- | -------------------------------- | --------------------- |
| styl klasyczny do 48 kg | walkower W   | Andrzej Głąb (POL) L | Məhyəddin Allahverdiyev (ZSRR) L | odpadł w eliminacjach |